# Louvemont-Côte-du-Poivre
Louvemont-Côte-du-Poivre település Franciaországban, Meuse megyében. Lakosainak száma 0 fő (2022. január 1.). Louvemont-Côte-du-Poivre Beaumont-en-Verdunois, Bras-sur-Meuse, Champneuville, Ornes, Vacherauville és Douaumont-Vaux községekkel határos.

## Népesség
A település népességének változása:
| Lakosok száma |      |      |      |      |      |      |      |      |      |      |
|               | 1968 | 1982 | 1990 | 2006 | 2013 | 2015 | 2017 | 2019 | 2020 | 2022 |